# André Vallée
André Vallée (31 juillet 1930 - 28 février 2015) est un prélat catholique canadien, ordinaire militaire pour le Canada de 1987 à 1996 puis évêque de Hearst de 1996 à 2005.

## Biographie
André Vallée est né à Sainte-Anne-de-la-Pérade au Québec le 31 juillet 1930. Il est ordonné prêtre le 24 juin 1956 en tant que membre des Prêtres des missions étrangères (P.M.E.). Il a ainsi servi en tant que missionnaire aux Philippines de 1961 à 1973. Il a été supérieur général de cette société de vie apostolique de 1973 à 1979. De 1979 à 1985, il était le Secrétaire général francophone de la Conférence des évêques catholiques du Canada (CECC).
Saint Jean-Paul II nomme André Vallée en tant qu'ordinaire militaire pour le Canada et évêque titulaire de Sufasar le 28 octobre 1987. Il est consacré évêque le 28 janvier 1988 par James Hayes et devient le premier évêque de l'Église catholique à servir à temps plein les Forces armées canadiennes. Il occupe cette position jusqu'en 1996, lorsqu'il est nommé évêque de Hearst en Ontario le 19 août 1996. Il prend sa retraite à l'âge de 75 ans, conformément au droit canon le 2 novembre 2005 et il est donc considéré comme évêque émérite de Hearst.